# 羅瑟勒姆 (英國國會選區)
羅瑟咸（英語：Rotherham），英國國會一自治市選區，包括英格蘭約克郡-亨伯南約克郡南部羅瑟薩姆都市自治市中部，包括七個地方選區。
始於1885年，自1933年以來本區一直支持工黨。在2010年大選中自1994年起任當區議員、工黨的丹尼斯·麥克謝恩以44.6%選票勝出該區。2012年起，由工黨柴萍恩連任至今。